# Clusia tabulamontana
Clusia tabulamontana är en tvåhjärtbladig växtart som beskrevs av Bassett Maguire. Clusia tabulamontana ingår i släktet Clusia och familjen Clusiaceae. Inga underarter finns listade i Catalogue of Life.